# راكبو الثيران المحترفين
راكبو الثيران المحترفين هي منظمة دولية تأسست عام 1992 م ومقرها مدينة بويبلو (كولورادو) في الولايات المتحدة تهتم بمسابقات ركوب الثور وتقيم مسابقاتها في الولايات المتحدة وينظم لها مايزيد عن 1200 كاوبوي.

## وصلات خارجية
- الموقع الرسمي